# Pirner Peak
Pirner Peak är en bergstopp i Sydgeorgien och Sydsandwichöarna (Storbritannien). Den ligger i den nordvästra delen av Sydgeorgien och Sydsandwichöarna. Toppen på Pirner Peak är 699 meter över havet.
Terrängen runt Pirner Peak är varierad. Havet är nära Pirner Peak österut.  Trakten runt Pirner Peak är nära nog obefolkad, med mindre än två invånare per kvadratkilometer. Det finns inga samhällen i närheten. 